# ستين بيترسون
ستين بيترسون (بالسويدية: Sten Pettersson)‏ هو منافس ألعاب قوى سويدي، ولد في 11 سبتمبر 1902 في ستوكهولم في السويد، وتوفي بنفس المكان في 1 يونيو 1984.

## وصلات خارجية
- ستين بيترسون على موقع أوليمبيديا (الإنجليزية)
- ستين بيترسون على موقع اللجنة الأولمبية السويدية (السويدية)